# Nonchalant
Nonchalant (* 18. Oktober 1970; eigentlich Tonya Pointer) ist eine US-amerikanische Rapperin und Sängerin aus Washington DC. 1996 erreichte ihre Single 5 O’Clock Platz 24 in den Billboard Hot 100 und wurde mit Gold ausgezeichnet.

## Karriere
Ihr damaliges Label MCA Records ging in Streitigkeiten unter. Erst im Jahr 2000 wurde ihr Vertrag aufgelöst. Danach lernte sie zu produzieren und versuchte einen neuen Label-Deal zu ergattern – vergeblich. 2005 bekam sie schließlich einen Distribution-Deal bei SMD.

## Diskografie

### Studioalben
| Jahr | Titel         | Höchstplatzierung, Gesamtwochen, AuszeichnungChartplatzierungen (Jahr, Titel, Platzierungen, Wochen, Auszeichnungen, Anmerkungen) | Höchstplatzierung, Gesamtwochen, AuszeichnungChartplatzierungen (Jahr, Titel, Platzierungen, Wochen, Auszeichnungen, Anmerkungen) | Höchstplatzierung, Gesamtwochen, AuszeichnungChartplatzierungen (Jahr, Titel, Platzierungen, Wochen, Auszeichnungen, Anmerkungen) | Höchstplatzierung, Gesamtwochen, AuszeichnungChartplatzierungen (Jahr, Titel, Platzierungen, Wochen, Auszeichnungen, Anmerkungen) | Höchstplatzierung, Gesamtwochen, AuszeichnungChartplatzierungen (Jahr, Titel, Platzierungen, Wochen, Auszeichnungen, Anmerkungen) | Anmerkungen                         |
| Jahr | Titel         | DE | AT | CH | UK | US | Anmerkungen                         |
| ---- | ------------- | --- | --- | --- | --- | --- | ----------------------------------- |
| 1996 | Until the Day | — | — | — | — | US94 (6 Wo.)US | Erstveröffentlichung: 26. März 1996 |

### Singles
| Jahr | Titel Album             | Höchstplatzierung, Gesamtwochen, AuszeichnungChartplatzierungen (Jahr, Titel, Album, Platzierungen, Wochen, Auszeichnungen, Anmerkungen) | Höchstplatzierung, Gesamtwochen, AuszeichnungChartplatzierungen (Jahr, Titel, Album, Platzierungen, Wochen, Auszeichnungen, Anmerkungen) | Höchstplatzierung, Gesamtwochen, AuszeichnungChartplatzierungen (Jahr, Titel, Album, Platzierungen, Wochen, Auszeichnungen, Anmerkungen) | Höchstplatzierung, Gesamtwochen, AuszeichnungChartplatzierungen (Jahr, Titel, Album, Platzierungen, Wochen, Auszeichnungen, Anmerkungen) | Höchstplatzierung, Gesamtwochen, AuszeichnungChartplatzierungen (Jahr, Titel, Album, Platzierungen, Wochen, Auszeichnungen, Anmerkungen) | Anmerkungen                           |
| Jahr | Titel Album             | DE | AT | CH | UK | US | Anmerkungen                           |
| ---- | ----------------------- | --- | --- | --- | --- | --- | ------------------------------------- |
| 1996 | 5 O’Clock Until the Day | DE30 (17 Wo.)DE | — | — | UK44 (2 Wo.)UK | US24 Gold · (20 Wo.)US | Erstveröffentlichung: 6. Februar 1996 |

Weitere Singles
- 1996: Until The Day
- 2005: Take It There